# Roman Kiełkowski
Roman Kiełkowski (ur. 29 marca 1901 w Gorlicach, zm. 2 stycznia 1980 w Krakowie) – pisarz, prawnik i publicysta, dziennikarz. Współpracownik „Czasu” i Przeglądu Lekarskiego.
Publikacje
- Historie spod Kopca Krakusa (1972)
- Zlikwidować na miejscu! z dziejów okupacji hitlerowskiej w Krakowie (1981)
- Desant niebieski (zbiór wierszy) (1946)